# 亞納多留斯
亞納多留斯（Anatolius）亦作安納托利烏斯，君士坦丁堡牧首（449年-458年）。在亞歷山大宗主教狄奧斯庫若（仅次于君士坦丁堡）和羅馬皇帝狄奧多西烏斯二世的影响下，於以弗所会议弗拉维安被废黜后成为牧首。他曾是狄奥斯科鲁斯和皇帝在君士坦丁堡的特使（Apocrisiarius）和代表。

## 生平
亞納多留斯在祝圣为主教后，被怀疑歐廸奇主義。是故，他不仅公开抨击歐廸奇，亦斥责聶斯脫里。对于區利羅反对聶斯脫里和教宗良一世反对歐廸奇的书信都表示赞同。根据佐納雷斯的记载（Annals, iii），他请求皇帝馬爾西安召集会议反对狄奧斯庫若和歐廸奇派，但皇帝却要求亞納多留斯为迦克墩公會議作准备，在皇帝的复信中，只提到良一世。在此次会议上，亞納多留斯与罗马的特使共同主持。在会议通过的法典中，著名的第28条规定，君士坦丁堡与罗马的尊荣同等。这引起了亞納多留斯与罗马教宗的争执。良一世诉至馬爾西安和普奇利亞（Ep. 55）称亞納多留斯僭越权限祝圣安提阿牧首瑪西米諾二世，抗议亞納多留斯（Ep. 53）。
迦克墩會議后，亞納多留斯接到一封由数位埃及主教签署的来信，请求他协助反对篡位亞歷山大牧首的弟茂德二世。于是亞納多留斯写信给拜占庭皇帝利奧一世反对弟茂德二世。伊伐格流斯和尼賽福祿记载了皇帝向亞納多留斯咨询亞歷山太骚乱局势的信函。吉本说亞納多留斯给利奧一世就任加冕是史无前例的。据说狄奧斯庫若的追随者在458年将他杀害。
他推广了希腊的赞美诗。